# Гебауэр, Стив
Сти́вен «Стив» Геба́уэр (англ. Steven "Steve" Gebauer; род. 20 ноября 1981, Мендота-Хайтс, Миннесота) — американский кёрлингист.
В составе смешанной парной сборной США участник чемпионата мира 2014 (заняли  девятнадцатое место). Чемпион США среди смешанных пар.
В «классическом» кёрлинге в основном играет на позиции первого.

## Достижения
- Чемпионат США по кёрлингу среди смешанных пар: золото (2014).

## Команды
| Сезон                                             | Четвёртый     | Третий         | Второй    | Первый         | Запасной             | Турниры                            |
| ------------------------------------------------- | ------------- | -------------- | --------- | -------------- | -------------------- | ---------------------------------- |
| 2012—13                                           | Эван Дженсен  | Daniel Metcalf | Dan Ruehl | Стивен Гебауэр |                      |                                    |
| Кёрлинг для смешанных пар (mixed doubles curling) |               |                |           |                |                      |                                    |
| 2013—14                                           | Джойэнс Мичай | Стив Гебауэр   |           |                | тренер: Мэри Геммелл | ЧСШАСП 2014 · ЧМСП 2014 (19 место) |
| 2014—15                                           | Джойэнс Мичай | Стив Гебауэр   |           |                |                      | ЧСШАСП 2015 (9 место)              |

(скипы выделены полужирным шрифтом)